# 466 Tisiphone
466 Tisiphone је астероид са пречником од приближно 115,53 km.
Афел астероида је на удаљености од 3,658 астрономских јединица (АЈ) од Сунца, а перихел на 3,061 АЈ.
Ексцентрицитет орбите износи 0,088, инклинација (нагиб) орбите у односу на раван еклиптике 19,108 степени, а орбитални период износи 2249,611 дана (6,159 година).
Апсолутна магнитуда астероида је 8,30 а геометријски албедо 0,063.
Астероид је откривен 17. јануара 1901. године.